# Brian Butler
Brian Butler (* 7. November 1991 in Augsburg) ist ein deutscher Basketballspieler. Er steht im Aufgebot des SV Fellbach. Er ist der Bruder des Fußballspielers Justin Butler.

## Laufbahn
Butler spielte als Kind zunächst Fußball beim FC Hochzoll in seiner Heimatstadt Augsburg. Später wechselte er zum Basketball, spielte in der Jugendabteilung der BG Leitershofen/Stadtbergen sowie in der Nachwuchs-Basketball-Bundesliga für den FC Bayern München.
Von 2010 bis 2013 spielte Butler, den unter anderem eine hohe Sprungkraft auszeichnet, bei der BG Illertal/Weissenhorn in der 2. Bundesliga ProB. Er wechselte 2013 zur Spielgemeinschaft Ehingen/Urspring in die 2. Bundesliga ProA, ehe er 2015 von den Scanplus Baskets Elchingen unter Vertrag genommen wurde. Im Spieljahr 2017/18 errang Butler mit den Elchingern den Meistertitel in der 2. Bundesliga ProB, auf dem Weg zu diesem Erfolg kam er zu 32 Saisoneinsätzen und verbuchte dabei im Durchschnitt 11,3 Punkte sowie 6,5 Rebounds je Begegnung.
Im Sommer 2019 nahm er ein Angebot des Zweitligisten VfL Kirchheim Knights an, im Sommer 2020 schloss sich Butler dem Drittliga-Aufsteiger SG Lützel-Post Koblenz an. Für die Koblenzer erzielte er im Laufe der Saison 2020/21 im Mittel 18,6 Punkte sowie 7,8 Rebounds je Begegnung, beides waren Mannschaftshöchstwerte. 2023 wurde Butler mit Koblenz Meister der dritthöchsten Spielklasse Deutschlands und wechselte in der Sommerpause 2023 zum Drittligaaufsteiger SV Fellbach.